# V388 Большой Медведицы
V388 Большой Медведицы (лат. V388 Ursae Majoris) — двойная затменная переменная звезда типа W Большой Медведицы (EW) в созвездии Большой Медведицы на расстоянии приблизительно 2470 световых лет (около 757 парсеков) от Солнца. Видимая звёздная величина звезды — от +13,86m до +13,57m. Орбитальный период — около 0,2827 суток (6,7838 часов).